# حدیده‌گیر

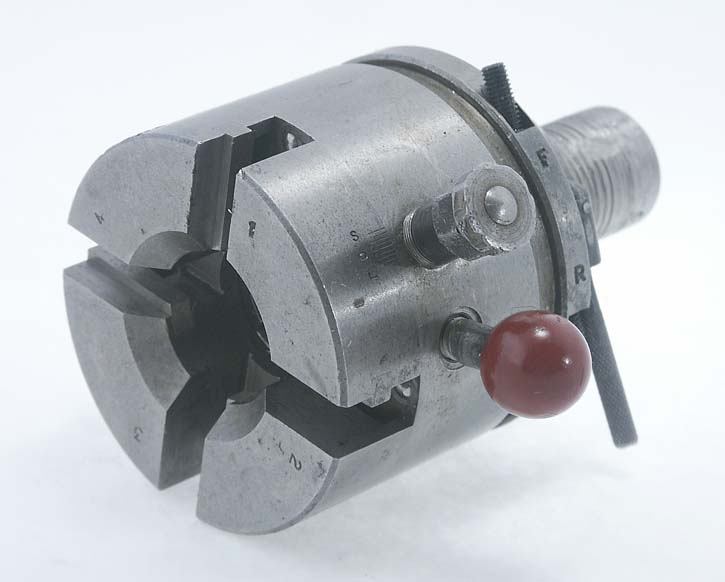
حدیده‌گیر

حَدیده‌گیر یا حَدیده‌گَردان وسیله‌ای است که روی برجک ماشین‌تراش برجک‌دار نصب می‌شود تا به‌طور خودکار روی قطعهٔ کار روزهٔ بیرونی ایجاد کند.
حدیدهٔ دو پارچهٔ قابل تنظیم از دو نیمهٔ جدا از هم ساخته شده‌است که معمولاً در حدیده‌گیر که شامل کلگی و راهنماست جای میگیرد. 
قلاویز برای دنده کردن داخل استوانه‌ها (مهره) بکار می‌رود در حالیکه حدیده سطوح خارجی استوانه را دنده می‌کند.